# استان مرکزی، زامبیا
استان مرکزی (به لاتین: Central Province) یک استان در زامبیا است که در مرکز این کشور واقع شده‌است. استان مرکزی ۱۱۰٬۴۵۰ کیلومتر مربع مساحت و ۱٬۷۴۳٬۹۹۹ نفر جمعیت دارد و ۱٬۱۸۴ متر بالاتر از سطح دریا واقع شده‌است.